# Alchemilla trunciloba
Alchemilla trunciloba es una especie de planta del género Alchemilla, perteneciente a la familia Rosaceae.

## Taxonomía
Alchemilla trunciloba fue descrita por Robert Buser en 1894.

## Distribución
Se encuentra en el territorio de Francia, Italia y Suiza.